# Nummer 1-hits in de Billboard Hot 100 in 1998
Deze hits stonden in 1998 op nummer 1 in de Billboard Hot 100.
| Datum        | Artiest                | Titel                                                              |
| ------------ | ---------------------- | ------------------------------------------------------------------ |
| 4 januari    | Elton John             | Candle in the wind 1997 / Something about the way you look tonight |
| 11 januari   | Elton John             | Candle in the wind 1997 / Something about the way you look tonight |
| 17 januari   | Savage Garden          | Truly madly deeply                                                 |
| 24 januari   | Savage Garden          | Truly madly deeply                                                 |
| 31 januari   | Janet Jackson          | Together again                                                     |
| 7 februari   | Janet Jackson          | Together again                                                     |
| 14 februari  | Usher                  | Nice & slow                                                        |
| 21 februari  | Usher                  | Nice & slow                                                        |
| 28 februari  | Céline Dion            | My heart will go on                                                |
| 7 maart      | Céline Dion            | My heart will go on                                                |
| 14 maart     | Will Smith             | Gettin' jiggy wit it                                               |
| 21 maart     | Will Smith             | Gettin' jiggy wit it                                               |
| 28 maart     | Will Smith             | Gettin' jiggy wit it                                               |
| 4 april      | K-Ci & JoJo            | All my life                                                        |
| 11 april     | K-Ci & JoJo            | All my life                                                        |
| 18 april     | K-Ci & JoJo            | All my life                                                        |
| 25 april     | Next                   | Too close                                                          |
| 2 mei        | Next                   | Too close                                                          |
| 9 mei        | Next                   | Too close                                                          |
| 16 mei       | Next                   | Too close                                                          |
| 23 mei       | Mariah Carey           | My all                                                             |
| 30 mei       | Next                   | Too close                                                          |
| 6 juni       | Brandy & Monica        | The boy is mine                                                    |
| 13 juni      | Brandy & Monica        | The boy is mine                                                    |
| 20 juni      | Brandy & Monica        | The boy is mine                                                    |
| 27 juni      | Brandy & Monica        | The boy is mine                                                    |
| 4 juli       | Brandy & Monica        | The boy is mine                                                    |
| 11 juli      | Brandy & Monica        | The boy is mine                                                    |
| 18 juli      | Brandy & Monica        | The boy is mine                                                    |
| 25 juli      | Brandy & Monica        | The boy is mine                                                    |
| 1 augustus   | Brandy & Monica        | The boy is mine                                                    |
| 8 augustus   | Brandy & Monica        | The boy is mine                                                    |
| 15 augustus  | Brandy & Monica        | The boy is mine                                                    |
| 22 augustus  | Brandy & Monica        | The boy is mine                                                    |
| 29 augustus  | Brandy & Monica        | The boy is mine                                                    |
| 5 september  | Aerosmith              | I don't want to miss a thing                                       |
| 12 september | Aerosmith              | I don't want to miss a thing                                       |
| 19 september | Aerosmith              | I don't want to miss a thing                                       |
| 26 september | Aerosmith              | I don't want to miss a thing                                       |
| 3 oktober    | Monica                 | The first night                                                    |
| 10 oktober   | Monica                 | The first night                                                    |
| 17 oktober   | Barenaked Ladies       | One week                                                           |
| 24 oktober   | Monica                 | The first night                                                    |
| 31 oktober   | Monica                 | The first night                                                    |
| 7 november   | Monica                 | The first night                                                    |
| 14 november  | Lauryn Hill            | Doo wop (That thing)                                               |
| 21 november  | Lauryn Hill            | Doo wop (That thing)                                               |
| 28 november  | Divine                 | Lately                                                             |
| 5 december   | R. Kelly & Céline Dion | I'm your angel                                                     |
| 12 december  | R. Kelly & Céline Dion | I'm your angel                                                     |
| 19 december  | R. Kelly & Céline Dion | I'm your angel                                                     |
| 26 december  | R. Kelly & Céline Dion | I'm your angel                                                     |

1940 ·
1941 · 
1942 ·
1943 ·
1944 ·
1945 ·
1946 ·
1947 ·
1948 ·
1949 ·
1950 ·
1951 ·
1952 ·
1953 ·
1954 ·
1955 ·
1956 ·
1957 ·
1958 ·
1959 ·
1960 ·
1961 ·
1962 ·
1963 ·
1964 ·
1965 ·
1966 ·
1967 ·
1968 ·
1969 ·
1970 ·
1971 ·
1972 ·
1973 ·
1974 ·
1975 ·
1976 ·
1977 ·
1978 ·
1979 ·
1980 ·
1981 ·
1982 ·
1983 ·
1984 ·
1985 ·
1986 ·
1987 ·
1988 ·
1989 ·
1990 ·
1991 ·
1992 ·
1993 ·
1994 ·
1995 ·
1996 ·
1997 ·
1998 ·
1999 ·
2000 ·
2001 ·
2002 ·
2003 ·
2004 ·
2005 ·
2006 ·
2007 ·
2008 ·
2009 ·
2010 ·
2011 ·
2012 ·
2013 ·
2014 ·
2015 ·
2016 ·
2017 ·
2018 ·
2019 ·
2020 ·
2021 ·
2022 ·
2023
- Nederland (Top 40)
- Nederland (Single Top 100)
- Nederland (3FM Mega Top 50)
- Vlaanderen (Radio 2 Top 30)
- Vlaanderen (Ultratop 50)
- Wallonië
- Australië
- Denemarken
- Duitsland
- Frankrijk
- Italië
- Noorwegen
- Verenigd Koninkrijk
- Verenigde Staten (Hot 100)